# Wincenty z Koszyc
Wincenty z Koszyc herbu Ostoja – dziedzic Koszyc.

## Życiorys
Wincenty był prawdopodobnie ojcem lub dziadkiem Dobiesława z Konarów i Koszyc, stolnika krakowskiego i podsędka ziemskiego krakowskiego, Sągniewa z Konarów i Zbigniewa z Konarów. Wincenty z Koszyc prowadził spór graniczny z Wilhelmem, opatem jędrzejowskim. W roku 1361 sprzeciwiał się wyrokowi sędziego krakowskiego Jana z Grębynic, przysądzający klasztorowi jędrzejowskiemu pole w Konarach koło Opatkowic. Mimo pretensji Wincentego z Koszyc król Kazimierz III Wielki zatwierdził ten wyrok.